# هال گلدمن
هال گلدمن (انگلیسی: Hal Goldman; ۵ دسامبر ۱۹۱۹ – ۲۷ ژوئن ۲۰۰۱) فیلم‌نامه‌نویس و کارگردان تلویزیونی اهل ایالات متحده آمریکا بود.
وی همچنین برندهٔ جوایزی همچون جوایز امی و جایزه امی ساعات پربیننده برای نویسندگی مجموعه کمدی شده‌است.